# Drieklassenkiesrecht

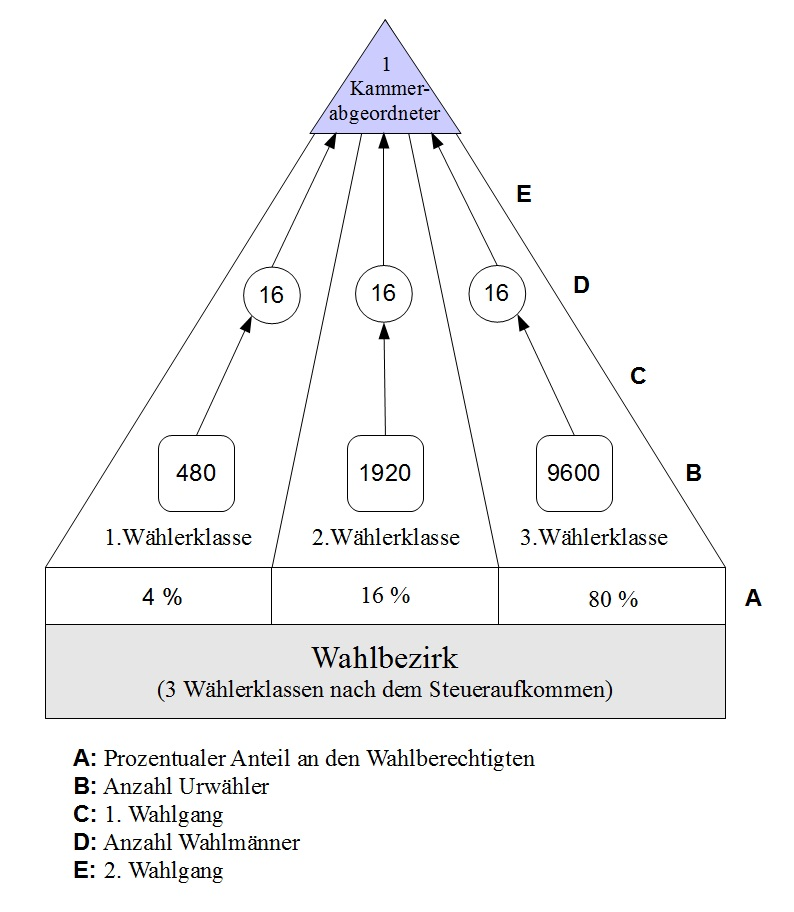
Aandeel van de kiesklassen in de verkiezing van 1849

Het drieklassenkiesrecht (Duits: Dreiklassenwahlrecht) was een kiessysteem dat door koning Frederik Willem IV van Pruisen in 1849 was ingesteld om de tweede kamer van de Pruisische Landdag te kiezen. Het bleef in stand tot de afschaffing van de Pruisische monarchie in 1918. Buiten Pruisen was het systeem ook in gebruik in Brunswijk, Waldeck-Pyrmont en tot 1909 in Saksen.  
Het drieklassenkiesrecht was een speciale vorm van censuskiesrecht, waarbij de kiezers, alle mannen ouder dan 24 jaar, werden ingedeeld in drie zogenaamde klassen, elk verantwoordelijk voor een derde van de belastingsinkomsten. De eerste klasse was voor degenen die het meeste belasting betaalden, de tweede voor degenen die wat minder betaalden en de derde was voor degenen die weinig of geen belasting betaalden. Afhankelijk van de klasse had een stem meer of minder waarde. Elke klasse koos namelijk een derde van de kiesmannen (Wahlmänner), maar in bijvoorbeeld 1849 besloeg de eerste klasse 4,7 procent van de kiezers, de tweede 12,7 procent en de derde 82,6. Dit betekende in concreto dat de stem van iemand uit de eerste klasse 17,5 keer de waarde had van een stem van iemand uit de derde klasse. Naast deze ongelijkheid onder de kiezers waren de uitgebrachte stemmen ook nog eens niet geheim.  
Het drieklassenkiesrecht was afgeleid van het kiessysteem dat sinds 1845 werd gehanteerd bij gemeenteraadsverkiezingen in de Rijnprovincie. Bij de gemeenteraadsverkiezingen van Essen leidde dit systeem ertoe dat Alfred Krupp een derde van de raad koos.